# Derekend
Derekend (en azéri Dərəkənd) est un village d'Azerbaïdjan faisant partie du raion de Khojavend. Elle fut jusqu'en 2020, une communauté rurale de la région de Hadrout, au Haut-Karabagh, sous le nom de Tsamdzor (en arménien Ծամծնր). Elle compte 54 habitants en 2005.